# (5819) Lauretta
(5819) Lauretta est un astéroïde de la ceinture principale.

## Description
(5819) Lauretta est un astéroïde de la ceinture principale. Il fut découvert le 29 octobre 1989 au Cerro Tololo par Schelte J. Bus. Il présente une orbite caractérisée par un demi-grand axe de 2,53 UA, une excentricité de 0,16 et une inclinaison de 5,6° par rapport à l'écliptique.

## Compléments